# Firmeninterne Inkubatoren
Firmeninterne Inkubatoren, auch Corporate Inkubatoren genannt, sind Unternehmenseinheiten, die ihren Fokus auf die Entwicklung von radikalen Innovationen legen. Durch Startup-ähnliche Strukturen und in Zusammenarbeit mit anderen Unternehmern können dabei die Stärken des etablierten Unternehmens ergänzt und eine kreative, risikofreudige Entwicklungsumgebung geschaffen werden.

## Geschichte
Separate Innovationsumgebungen wurden in ähnlicher Form bereits Mitte des 20. Jahrhunderts genutzt. Die ursprüngliche Idee stammt aus den 1940er Jahren und ist auf den US-amerikanischen Rüstungskonzern Lockheed Martin zurückzuführen. Der Begriff „Skunk Works“ bezeichnete dort eine separate Abteilung, die an der Entwicklung der ersten Strahltriebwerke für US-amerikanische Kampfflugzeuge arbeitete. Viele technologiegeprägte Unternehmen kopierten dieses Modell in den darauffolgenden Jahren.
Dennoch waren firmeninterne Inkubatoren noch Anfang des 21. Jahrhunderts ein eher seltenes Phänomen. Erst seit Mitte der 2010er Jahre wird das Konzept separater Innovationseinheiten stark durch die Industrie verbreitet. 2010 betrieben 70 Prozent der DAX-Unternehmen firmeninterne Inkubatoren. Trotz starker Verbreitung und hohem Interesse an dem Themengebiet, gibt es nur wenige wissenschaftlich gut untersuchte Erfolgsbeispiele, wie bspw. der Philips Technology Incubator.

## Typen von firmeninternen Inkubatoren
Firmeninterne Inkubatoren gehören zu den „For-Profit-Inkubatoren“. Es handelt sich also um Einrichtungen zur Förderung von Innovationstätigkeiten, die von einem privatwirtschaftlichen Unternehmen und mit gewinnorientierten Zielen betrieben werden. Die grundsätzliche Ausgestaltung und Zielsetzung von firmeneigenen Inkubatoren variiert stark. So liegt der Fokus bei einigen eher auf der Entwicklung unternehmensinterner Ideen und Ansätze, während andere mit externen Start-ups zusammenarbeiten, um Ideen von außerhalb des Unternehmens zu erschließen.
Je nach Ausprägung werden unterschiedliche Bezeichnungen für firmeninterne Inkubatoren verwendet. „Innovation Labs“ sind intern orientierte firmeninterne Inkubatoren. Sie treiben Projekte voran, die innerhalb der bestehenden Organisation keine Akzeptanz finden, da sie beispielsweise im Konflikt zu laufenden Produkten oder Geschäftsmodellen stehen. Sie bestehen in der Regel primär aus unternehmenseigenen Mitarbeitern und arbeiten eng mit der klassischen Entwicklung im Unternehmen zusammen. Liegt der Fokus eher auf einer Kooperation mit externen Start-ups, agieren diese firmeninternen Inkubatoren als „Start-up Accelerator“ mit dem Ziel, Innovationen außerhalb bestehender Unternehmensstrukturen zu forcieren. Durch die Zusammenarbeit mit Start-ups wird dabei primär auf externe Mitarbeiter gesetzt.
Die Idee firmeninterner Inkubatoren ist auch eng mit der von Firmen gesponsorten Wagniskapitalgesellschaften („Corporate Venture Capital“) verwandt, die ähnliche Zielsetzungen verfolgen.

## Vermarktung von Innovationen
Firmeninterne Inkubatoren sind darauf ausgelegt, die Generierung, Weiterentwicklung und Kommerzialisierung von radikalen Innovationen zu fördern. Häufig liegt dabei der Fokus auf den frühen Phasen des Innovationsprozesses mit ihren freien Entwicklungsmöglichkeiten. Um Innovationen erfolgreich am Markt zu platzieren, gibt es zwei Möglichkeiten. Bei der externen Verwertung wird die Innovation durch den firmeninternen Inkubator selbstständig am Markt platziert (Spin-out). Bei der internen Verwertung wird die Innovation hingegen in das Mutterunternehmen transferiert (Spin-in). Insbesondere die Integration der Innovation in bestehende Strukturen eines Unternehmens ist in der Industrie eine gängige Methode. Die Ziele hierbei sind, zum einen für das Mutterunternehmen strategisch relevante Innovationen selbstständig zu vermarkten, und zum anderen vorhandene für die Markteinführung benötigte Ressourcen zu nutzen.

## Verbreitung
Firmeninterne Inkubatoren existieren in nahezu allen Industrien. Während ihre grundsätzliche Gestaltung über die verschiedenen Branchen hinweg vergleichbar ist, hat jede Branche ihre eigenen Trendthemen, die bei der Ausrichtung der firmeninternen Inkubatoren im Vordergrund stehen. Häufig liegen firmeninterne Inkubatoren in Metropolregionen oder sind Teil eines Tech-Hubs, um die Nähe zu Startups, Kunden und Technologien zu gewährleisten.